# Telemax (torre)

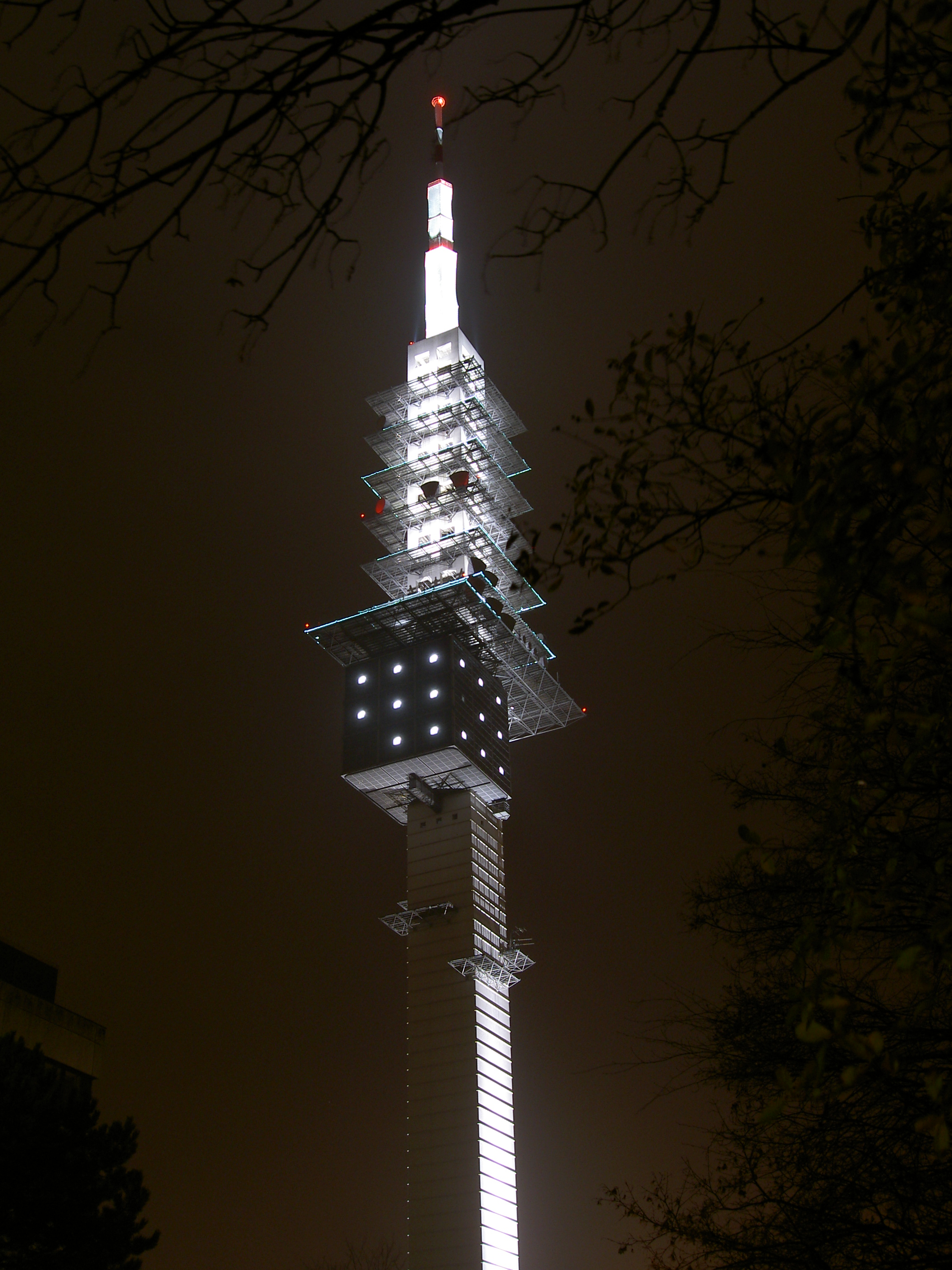
Torre Telemax de noche

La Telemax es una torre de telecomunicaciones construida entre el 1988 al 1992 en Hanóver (Alemania). La torre fue diseñada por Hans U. Boeckler y tiene 272 metros de altura. La torre se apoya sobre una construcción base de 10 m, lo que confiere al conjunto una altura total de 282 metros (925 pies). La torre es propiedad del operador de telecomunicaciones Deutsche Telekom.